# Atrani
Atrani ist eine italienische Gemeinde an der Amalfiküste in der Provinz Salerno in Kampanien. Sie ist Mitglied der Vereinigung I borghi più belli d’Italia (Die schönsten Orte Italiens).

## Geografie
Der Ort liegt etwa einen Kilometer östlich von Amalfi in einer kleinen Bucht an der Mündung des Baches Dragone. Stadt und Strand bilden eine Art natürliches Theater, das sich zum Meer hin öffnet. Der Monte Aureo gilt als ein Wahrzeichen oberhalb der Stadt. Die Staatsstraße 163 verläuft entlang der Küste.

## Geschichte
Im Mittelalter war Atrani Teil der Seerepublik von Amalfi. Der Seehandel hatte auch in diesem Ort zu einem Wirtschaftswachstum geführt, wodurch einige Kaufleute zu großem Reichtum gelangten. Sie ließen sich hier ihre Residenzen und Paläste bauen. Im Dom San Salvatore de’ Bireto wurden der Überlieferung nach die Dogen der Seerepublik gekrönt. Der Dom wurde auf Wunsch des ersten Bischofs von Ravello bis 1087 fertiggestellt. Ende des 12. Jahrhunderts wurde er erstmals umgestaltet und erhielt ein in Konstantinopel nach künstlerischen Vorlagen von Barisano da Trani gegossenes Bronzeportal. 1272 wurde eine mit Löwen geschmückte Marmorkanzel eingebaut. 1980 beschädigte ein Erdbeben das Gotteshaus schwer. In den 1990er-Jahren ist mit der Restaurierung begonnen worden.
Die Einwohner haben sich heute zum Teil auf einen sanften Tourismus als Erwerbszweig verlegt, es gibt nur wenige kleine Unterkünfte. Die Stadt konnte so ihren ursprünglichen Charakter fast erhalten. Wegen der steilen Hanglage und der vielen Treppen gibt es so gut wie keinen Autoverkehr. Wanderwege führen von Atrani auf den für die Region typischen, steilen Treppenwegen nach Ravello und die Küste entlang nach Castiglione del Genovesi und Minori.

## Sehenswürdigkeiten

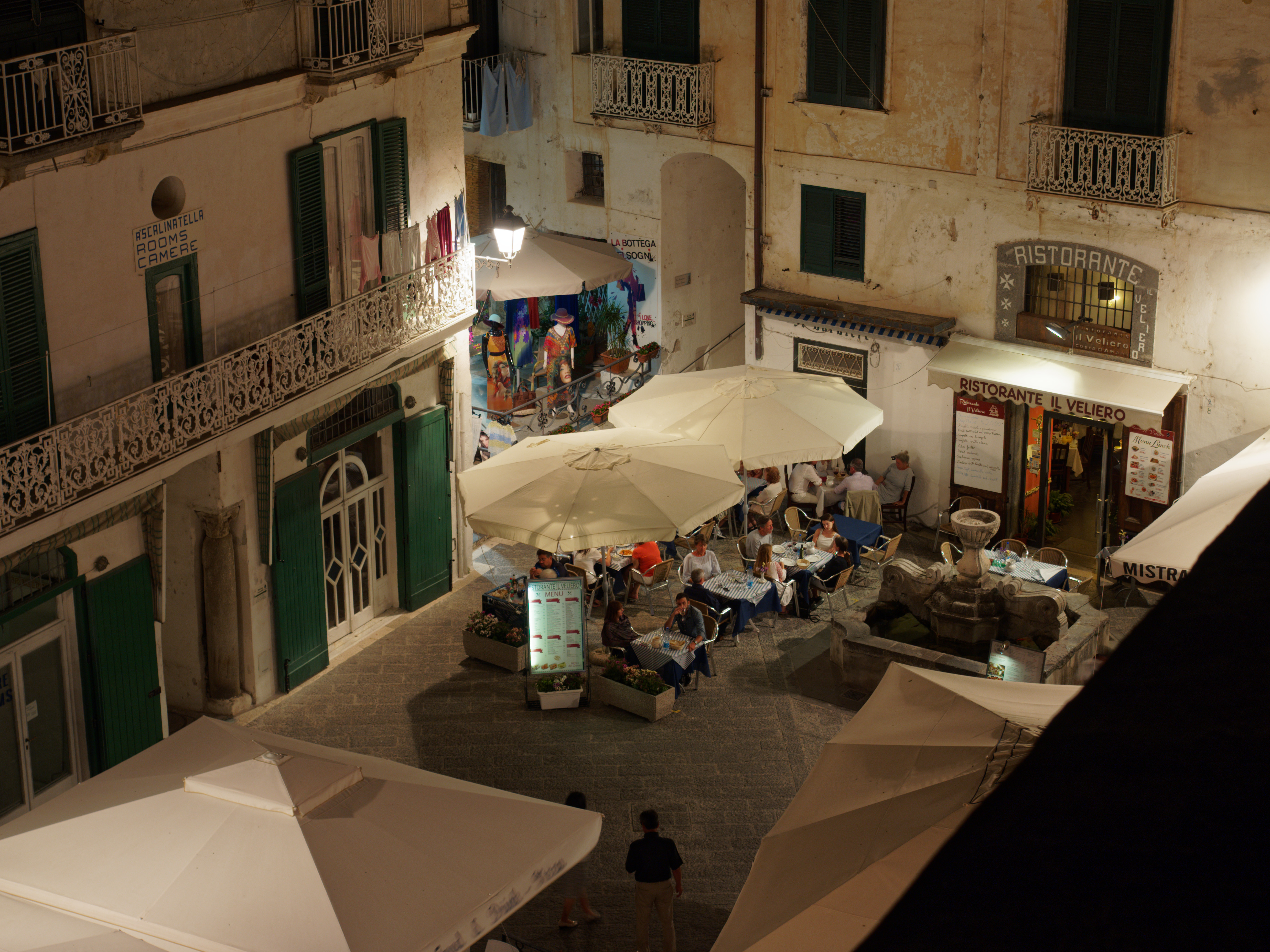
Die Piazza Umberto I.

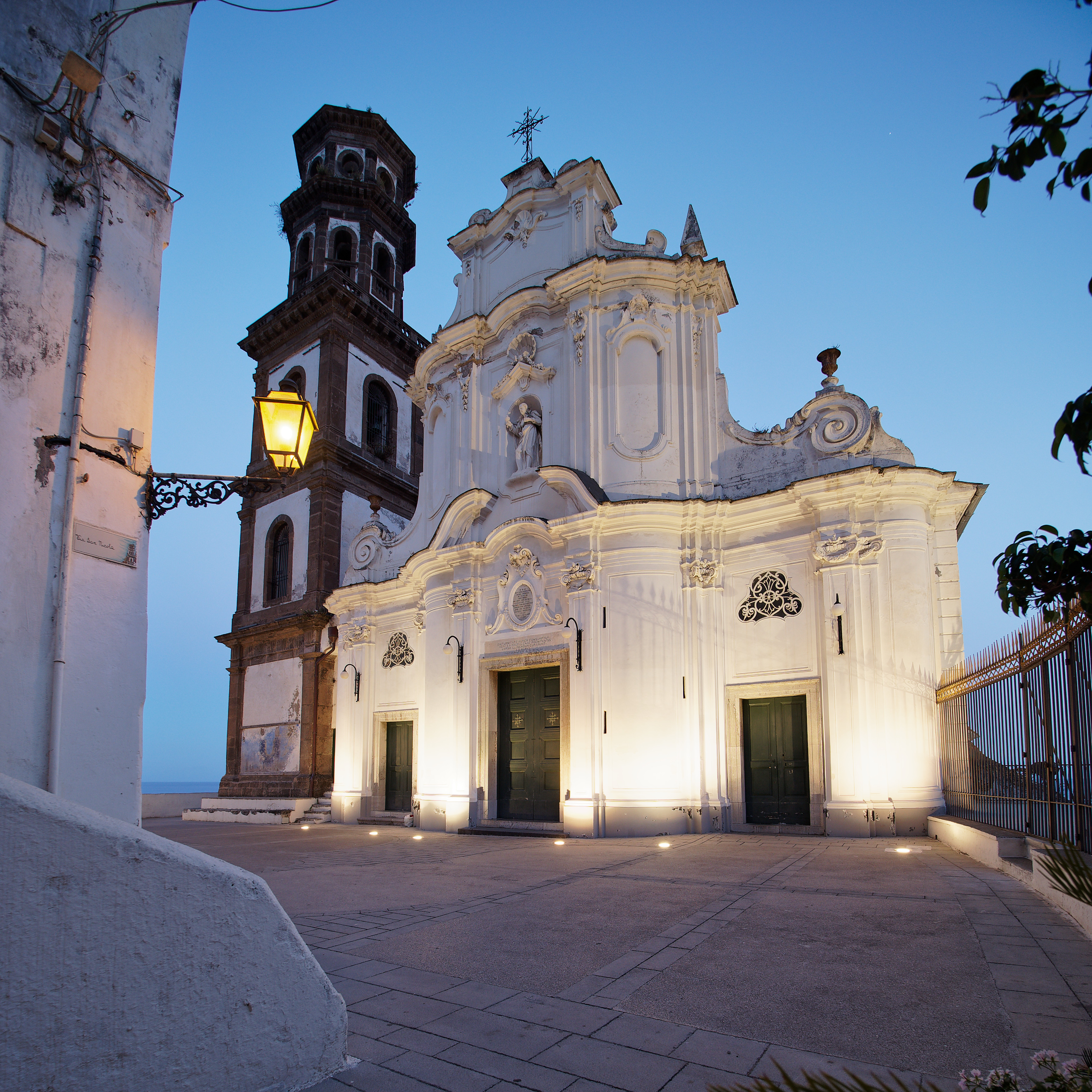
Die Kirche Sankt Maria Magdalena

- Die Piazza Umberto I. ist der Mittelpunkt des Ortes.
- Die Kirche San Salvatore de’ Bireto (erbaut im 10. Jahrhundert, 1810 barockisiert) ist die ehemalige Krönungskirche der Dogen von Amalfi, direkt an der Piazza Umberto I. gelegen.
- Die Kirche Santa Maria Maddalena (erbaut im 13. Jahrhundert, 1771 barockisiert) mit charakteristischer Majolika-Kuppel ist der heiligen Maria Magdalena geweiht, die die Ortspatronin ist. Ihr Fest wird alljährlich am 22. Juli gefeiert.[3]

## Personen mit Beziehung zum Ort
- Der niederländische Grafiker M. C. Escher (1898–1972) hat Atrani, insbesondere eine auf einem vorspringenden Felsen gelegene Kirche, mehrfach in seinen Bildern verarbeitet.
- Der deutsche Schriftsteller und Philosoph Walter Benjamin (1892–1940), der die Amalfiküste 1924 besuchte, hat dem Ort ein kleines literarisches Reisebild gewidmet.
- Der deutsche Maler und Bildhauer Franz Ludwig Catel hat die Landschaft um Atrani in seinen Bildern verarbeitet.